# Chiesa di San Giovanni Battista degli Spinelli
La chiesa di San Giovanni Battista degli Spinelli era una chiesa di Roma che si trovava al di fuori delle mura leonine del Vaticano, appena a nord del loro punto più settentrionale, nel punto dove la via Leone IV incontra la via Sebastiano Veniero, nel quartiere Trionfale. Era dedicata a san Giovanni il Battista. Il nome potrebbe derivare da quello della famiglia degli Spinelli.

## Storia

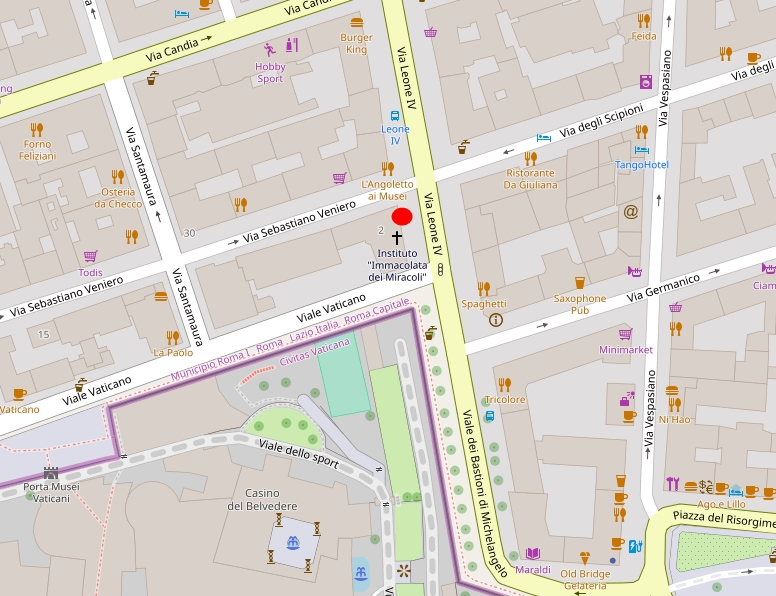
L'ubicazione della chiesa in una mappa del 2019.

Questa chiesa venne costruita nel 1617 per Rutilio Brandi, un guantaio fiorentino che era un discepolo di san Filippo Neri. La dedica a san Giovanni il Battista fu scelta per la sua ubicazione, "nel deserto", dato che la chiesa venne innalzata in una zona che all'epoca era completamente rurale.
Prima dello sviluppo urbanistico dell'area dopo la presa di Roma (1870), nell'area si trovavano solo alcune abitazioni sparse tra i vigneti, tutte servite da questa piccola chiesa. Era sotto il controllo del capitolo della basilica di San Pietro ed era amministrata dalla Confraternita del Rosario a Monte Mario. Questo legame con il santo rosario rimase nella zona anche dopo che la chiesa venne demolita attraverso il nome della chiesa di Santa Maria del Rosario in Prati.
La chiesa fu demolita nel 1849 durante il conflitto causato dalla proclamazione della Repubblica Romana nata nello stesso anno. La cappella dell'Istituto Immacolata dei Miracoli fu costruita nello stesso punto all'inizio del ventesimo secolo.

## Descrizione
La chiesa sorgeva dove oggi si trova la via Leone IV, un po' a nord del bastione della muraglia vaticana. L'entrata per l'edificio del numero 2 del lato ovest della strada segna il luogo dove sorgeva. Era una chiesa piccola, dalla pianta lunga e stretta a forma di parallelogramma inclinato verso destra. Il piccolo presbiterio quadrato era separato dalla navata da un arco trionfale. La facciata era semplice. L'entrata era protetta da una cornice aggettante, sopra la quale si trovava una grande finestra quadrata con una cornice barocca. Sopra si trovava un affresco di san Giovanni il Battista. Un paio di finestre minori, anch'esse con delle cornici rialzate ma di manifattura più semplice, fiancheggiavano la porta.